# Adobe Flash Lite
Adobe Flash Lite es una versión especial de Adobe Flash, creada para ser usada específicamente en teléfonos móviles, tabletas y otros dispositivos similares.